# 直貢噶舉
直貢噶舉（藏語：འབྲི་གུང་བཀའ་བརྒྱུད་，威利转写：'bri-gung bka'-brgyud）或譯止貢噶舉，是藏傳佛教噶舉派「四大八小」分支中的八小派之一；「四大」派直接傳承自岡波巴，「八小」派則傳承自岡波巴弟子帕摩竹巴。直貢噶舉由覺巴吉天頌恭所創，以頗瓦法傳承著稱，每十二年的藏曆猴年會舉辦「猴年直貢頗瓦法大灌頂法會」，最近一次為2016年。

## 傳承人物
自1179年，直貢梯寺（Drikung Thil Monastery）建立以來，直貢噶舉傳承由兩位法王所領導：
- 澈贊法王（Drikung Kyabgön Chetsang Rinpoche）：現任為第37任傳承持有者，第7世轉世澈贊仁波切昆秋·天津·昆桑·赤列·倫珠（Könchok Tenzin Kunzang Trinlay Lhundrup，1946年陽曆8月1日、藏曆6月4日誕生），駐錫於印度台拉登。[1][2][3]
- 瓊贊法王（Drikung Kyabgön Chungtsang Rinpoche）：現任為第36任傳承持有者，第8世轉世瓊贊仁波切昆秋·天津·確吉·囊瓦（Könchok Tenzin Chökyi Nangwa，1942年誕生），駐錫於西藏拉薩。[4]

此外知名直貢噶舉人物包括安陽仁波切、噶千仁波切、噶南卓仁波切。

## 外部連結
- 直貢法王 （页面存档备份，存于）